# Accidente ferroviario de Amritsar de 2018
Un tren de pasajeros de Indian Railways se estrelló contra una multitud de personas en las afueras del este de Amritsar, India, el 19 de octubre de 2018. La multitud se había reunido para ver las celebraciones del festival hindú de Dussehra y estaban parados en las vías. El siniestro ocurrió por la tarde, matando al menos a 59 personas e hiriendo a otras 100.

## Incidente
Según la policía local y los medios de comunicación, los espectadores estaban de pie y sentados en o cerca de las pistas en el área de Joda Phatak, en las afueras de Amritsar. Los espectadores observaban la quema de una efigie del demonio Ravana como parte del festival Dussehra, cuando un tren de cercanías corría hacia la multitud. El tren fue descrito como un tren de pasajeros local de unidades múltiples diesel que viajaba hacia el oeste desde la estación Jalandhar hasta Amritsar. Los testigos afirmaron que otro tren del servicio Amritsar-Howrah, había cruzado la ubicación en la dirección opuesta momentos antes.
Varios testigos afirmaron que el tren no hizo sonar su bocina cuando se acercó a la multitud de espectadores.  El conductor dijo que tocó la bocina y aplicó los frenos de emergencia, pero no se detuvo por completo porque la multitud había comenzado a lanzar piedras contra el tren.
El político del Congreso local Navjot Kaur Sidhu, la esposa del miembro de la Asamblea Legislativa del este de Amritsar, fueron los invitados de honor en el evento. Ella dijo que había abandonado el sitio poco antes de que ocurriera el accidente, pero que regresó tan pronto como se enteró de ello. Sidhu también dijo que la celebración se celebraba allí todos los años y que las autoridades ferroviarias fueron alertadas antes de la necesidad de moderar su velocidad.
El conductor denunció el accidente inmediatamente al jefe de la estación de Amritsar Junction y fue detenido por la policía para ser interrogado. El ministro de Estado de Ferrocarriles, Manoj Sinha, negó cualquier negligencia por parte del conductor y declaró que no se tomaron medidas contra él.

## Víctimas
Un funcionario dijo a los periodistas que los funcionarios electos confirmaron que al menos 59 personas murieron en el accidente. La noche del 19 de octubre, se habían descubierto 50 cadáveres y al menos 50 personas habían ingresado en un hospital cercano, mientras que los otros nueve cadáveres se encontraron al día siguiente. Debido a la fuerza del impacto del tren, muchas víctimas fueron desmembradas o mutiladas más allá del reconocimiento, lo que retrasó la identificación del cuerpos.
Un funcionario local dijo que la mayoría de las víctimas eran trabajadores migratorios y sus familias de los estados de Uttar Pradesh y Bihar que vivían en el área. El primer ministro de Punjab, Singh, visitó a algunos de los sobrevivientes y familiares de los muertos en un hospital local, el 20 de octubre. Durante su visita, dos mujeres se reunieron con él y, según los informes, habían perdido a todas sus familias, incluidos niños, esposos e incluso suegros.

## Respuesta
El primer ministro de Punjab, Amarinder Singh, anunció una compensación de $ 5 lakh  para la familia de cada uno de los muertos y un tratamiento gratuito para los heridos. No hubo una decisión inmediata sobre cualquier compensación de los ferrocarriles. El gobierno central también anunció una compensación de ₹ 2 lakh para la familia de cada uno de los muertos y ₹ 50,000 para los heridos. El estado anunció un día de luto en honor a las víctimas, y Singh ordenó una investigación sobre cómo había ocurrido el accidente.